# Almaș (Someș)

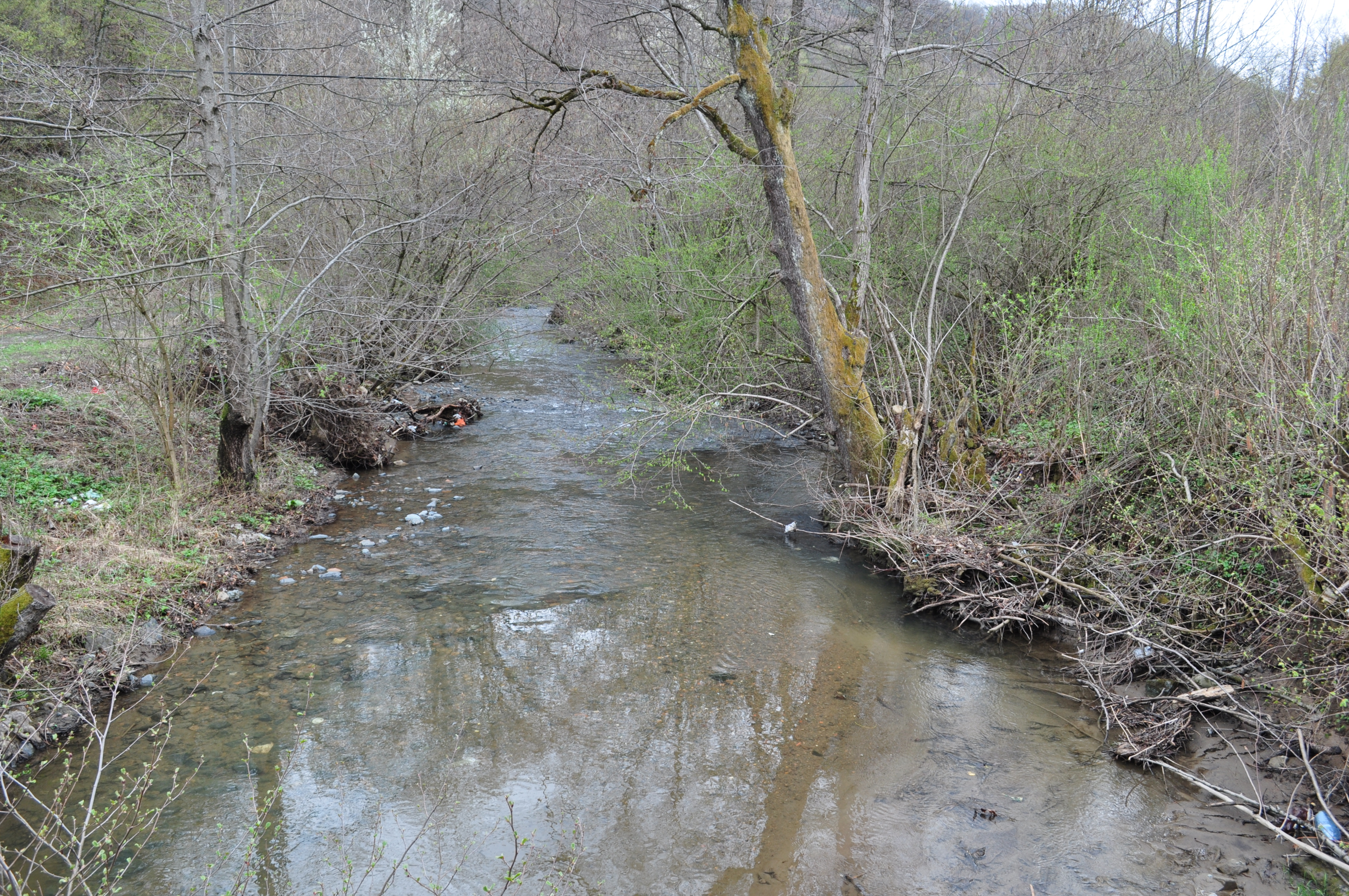

L'Almaș ou Valea Fildului (en hongrois Almás-patak)  est une rivière du nord de la Roumanie, affluent de la rive gauche du Someș, et donc sous-affluent du Danube, par la Tisza.

## Géographie
L'Almaș prend sa source sur le plateau du Someș à 442 m d'altitude et elle traverse l'est du Județ de Sălaj en coulant dans le sens sud-ouest/nord-est entre les Monts Meseș à l'ouest et les collines de Șimișna-Gârbou à l'est.
Elle traverse successivement les communes de Fildu de Jos, Almașu, Cuzăplac, Zimbor, Sânmihaiu Almașului, Hida, Bălan et Surduc avant de se jeter dans le Someș dans le village de Tihău, à une altitude de 186 m, à quelques kilomètres à l'est de la ville de Jibou.